# Muhammad Yunus (cầu thủ bóng đá)
Muhammad Yunus (sinh 07 tháng 7 năm 1988) là một cầu thủ bóng đá người Indonesia hiện tại thi đấu ở vị trí tiền vệ cho PSIS Semarang ở Liga 1.

## Sự nghiệp

### Persitema Temanggung
M. Yunus bắt đầu sự nghiệp chuyên nghiệp với Persitema Temanggung khi giúp đội bóng từ Divisi II Liga Indonesia lên chơi ở Divisi I Liga Indonesia. Tại mùa giải Liga Indonesia Premier Division 2012-13, M. Yunus giúp Persitema Temanggung đứng thứ 5 trong giai đoạn 1 của Liga Indonesia Premier Division cũng là thứ hạng tốt nhất của câu lạc bộ đến hiện tại.

### PSIS Semarang
Năm 2014 anh ký hợp đồng với PSIS Semarang. Trong mùa giải đầu tiên, M. Yunus trở thành cầu thủ ghi bàn nhiều thứ 3 cùng với Ronald Fagundez cho PSIS Semarang cùng 6 bàn sau 24 lần ra sân khi giúp PSIS Semarang vào tứ kết Liga Indonesia Premier Division . Năm 2017, Yunus giúp PSIS Semarang lên chơi ở Liga 1.

## Danh hiệu

### Klub
PSIS Semarang
- Polda jateng Intidana Cup

- Vô địchs: 2015

- Liga 2 (Indonesia)

- 3rd: 2017

## Đời sống cá nhân
Yunus kết hôn với Ayu Kusuma Wijaya vào ngày 24 tháng 1 năm 2014 và có 1 đứa con trai tên Muhammad Uwais Elkarani.